# بیست و نهمین نمایشگاه بین‌المللی کتاب تهران

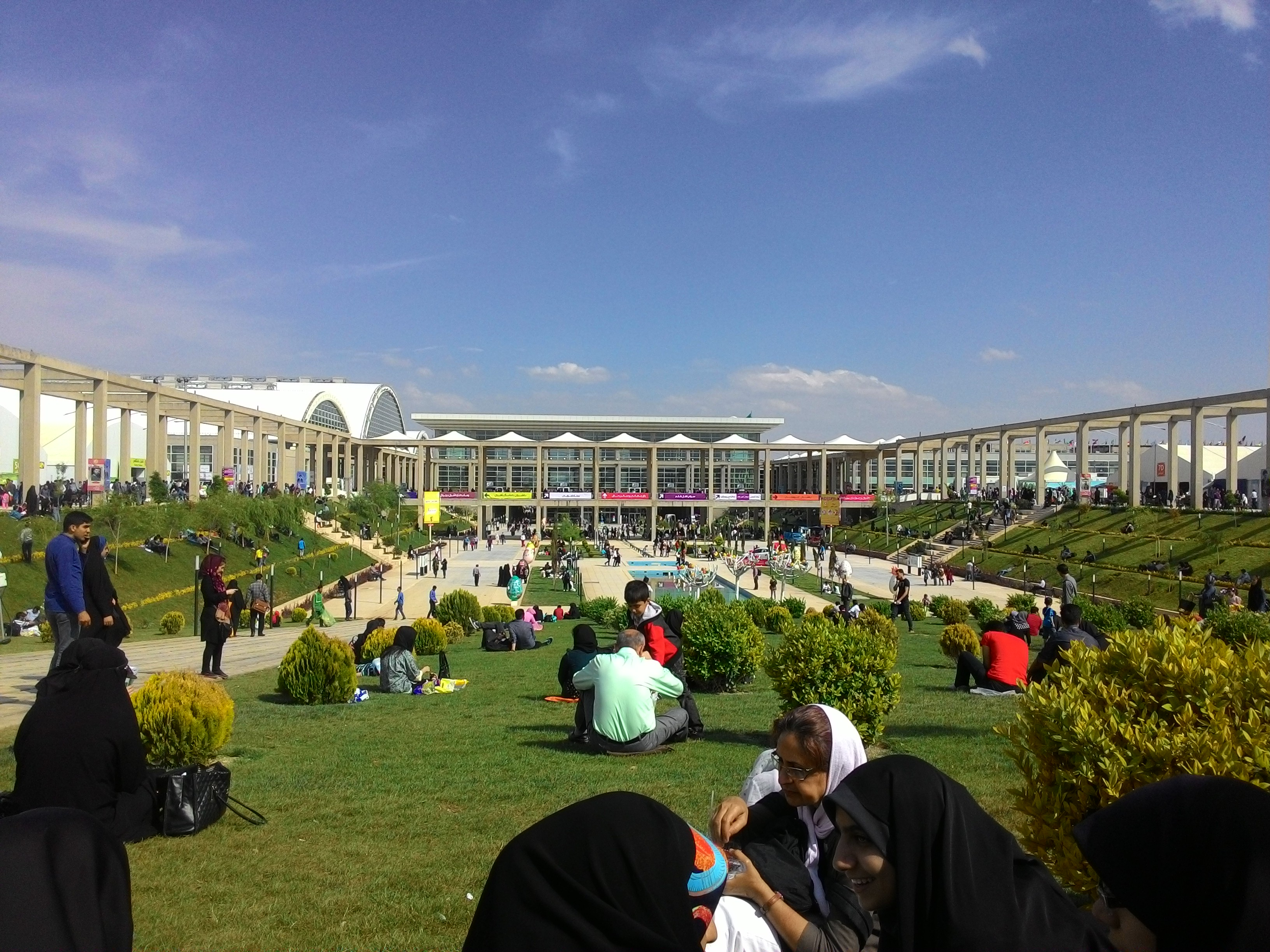
نمایی از بیست و نهمین نمایشگاه بین‌المللی کتاب تهران

بیست و نهمین نمایشگاه بین‌المللی کتاب تهران با شعار «فردا برای خواندن دیر است» طی روزهای ۱۵ تا ۲۵ اردیبهشت ۱۳۹۵ در مجموعهٔ شهر آفتاب برگزار شد.
بر اساس اعلام مسئولان نمایشگاه، ۲۷۰ نشست در این دوره برگزار می‌شود.
پوستر این دوره از نمایشگاه را حسن کریم زاده طراحی کرده‌است.

## مکان نمایشگاه
در سال ۱۳۹۵ برای اولین، نمایشگاه کتاب تهران در مجموعه نمایشگاهی شهر آفتاب-واقع در اتوبان خلیج فارس، روبه روی حرم امام خمینی- برگزار شد.

### تأثیر بر ترافیک تهران
سرهنگ محمدحسین حمیدی، رئیس پلیس راهور ناجا، دربارهٔ پیامدهای ترافیکی حاصل از جابجایی محل برگزاری نمایشگاه گفت:
مصلی به عنوان مکان قبلی برپایی نمایشگاه کتاب ترافیک درون‌شهری و معضلات بسیاری برای مردم و برگزارکنندگان نمایشگاه به همراه داشت که خوش‌بختانه بسیاری از این مسایل امسال برطرف شده‌است و در کاهش ترافیک مکان قبلی مؤثر بود.
هرچند ترافیک سنگین در مبادی ورودی شهر آفتاب به وجود آمد. ترافیک در این منطقه به حدی سنگین بود که عبور و مرور از چند کیلومتری محل نمایشگاه مختل شد.

### مسیرهای پیش‌بینی شده
با توجه به جدید بودن مکان برگزاری نمایشگاه، مسئولین برگزاری مسیرهایی را برای تردد مردم اعلام کردند.

#### مترو
قطارهای مترو از اولین روز نمایشگاه کتاب یعنی ۱۵ اردیبهشت‌ماه، از ساعت ۸ و ۳۰ دقیقه صبح کارش را آغاز کرد. فاصلهٔ زمانی حرکت قطار هر ۱۵ دقیقه است و آخرین قطار شهر آفتاب را ساعت ۸ و ۳۰ دقیقهٔ شب ترک می‌کرد.

#### اتوبوس
- میدان صنعت- بزرگراه شهید فضل‌الله نوری- میدان آزادی- بزرگراه آیت‌الله سعیدی- بزرگراه خلیج فارس، نمایشگاه شهر آفتاب.
- میدان آزادی – بزرگراه آیت‌الله سعیدی- خلیج فارس، نمایشگاه شهرآفتاب.
- میدان رسالت- بزرگراه امام علی (ع)- خلیج فارس، نمایشگاه شهرآفتاب.
- پایانه خاوران- بزرگراه آزادگان- خلیج فارس و نمایشگاه شهرآفتاب.
- میدان راه‌آهن- خیابان دشت آزادگان- بلوار تندگویان- بزرگراه خلیج فارس، نمایشگاه شهر آفتاب.
- پایانه جنوب – بزرگراه بعثت- میدان بهمن- بزرگراه خلیج فارس نمایشگاه شهرآفتاب.

#### تاکسی
- میدان تجریش
- میدان نوبنیاد
- میدان صنعت
- پایانه بیهقی
- میدان رسالت
- پایانه تهران‌پارس
- ترمینال آزادی
- ترمینال جنوب
- میدان راه‌آهن
- پایانه خاوران
- پایانه نعمت‌آباد
- پایانه شاهد

## بازدید مسئولین
در نهمین روز نمایشگاه، علی اصغر فانی، وزیر آموزش و پرورش، در نمایشگاه کتاب حاضر شد و از غرفه‌های مختلف از جمله کودک و نوجوان بازدید کرد.

## میزان فروش
به گفتهٔ مسئولان نمایشگاه، میزان تراکنش‌ها و فروش در این دوره بیشتر از سایر دوره‌های نمایشگاه بوده‌است.
میزان تراکنش بانکی کارت خوان‌های نمایشگاه در روز نهم برگزاری یک رکورد ثبت کرد و به بیش از ۹۰۰ هزار تراکنش رسید که بیشترین تراکنش بانکی مربوط به بخش ناشران عمومی و دانشگاهی بوده‌است.
دربخش ناشران عمومی ۵۲هزار و ۹۹۲ تراکنش، در بخش ناشران دانشگاهی ۲۹هزارو ۴۰۸تراکنش، دربخش کودک ونوجوان ۱۹هزارو ۴۷۸تراکنش، ناشران آموزشی ۱۱هزار و ۶۵۵ تراکنش و در بخش بین‌المللی ۳۰هزار و۵۳ تراکنش در یک روز به ثبت رسیده‌است.

## تخلفات
همایون امیرزاده، رئیس هیئت رسیدگی به تخلفات ناشران بیست و نهمین نمایشگاه کتاب تهران، گفت:
در ۶ روز اول نمایشگاه بین‌المللی کتاب تهران ۴۰۷ گزارش توسط بازرسان به کمیته ناشران داخلی نمایشگاه کتاب تهران ارائه شد که از این تعداد، ۵۶ مورد منجر به اخطار کتبی به ناشران متخلف شد و ۲۹ مورد هم با توجه به فرایندهای تعیین‌شده، به هیئت رسیدگی به تخلفات ناشران ارسال شد و تا روز گذشته ۸ رأی صادر شد.
تا روز هفتم نمایشگاه غرفه ۱۲ ناشر تعطیل شده و آن‌ها اجازه حضور در نمایشگاه کتاب سال ۹۶ را ندارند.

## کشورهای حاضر نمایشگاه
فهرست کشورهای حاضر در بیست و نهمین نمایشگاه کتاب تهران بدین شرح است:
- آلمان
- الجزایر
- افغانستان
- ایتالیا
- اتریش
- امارات متحده عربی
- بوسنی و هرزگوین
- ترکیه
- تاجیکستان
- سوریه
- چین
- روسیه
- ژاپن
- عراق
- عمان
- لبنان
- مکزیک
- مصر
- هند

## نگارخانه

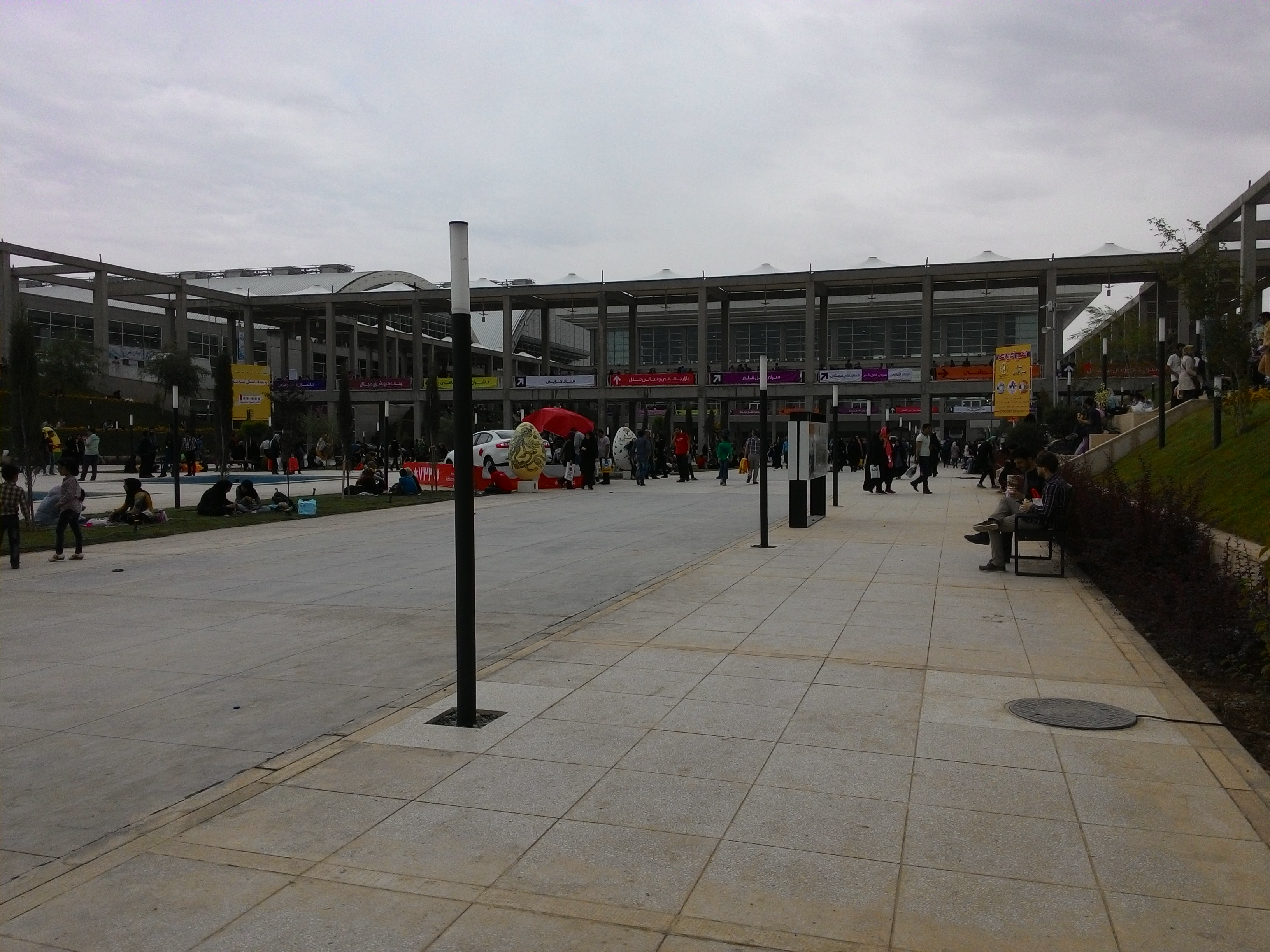
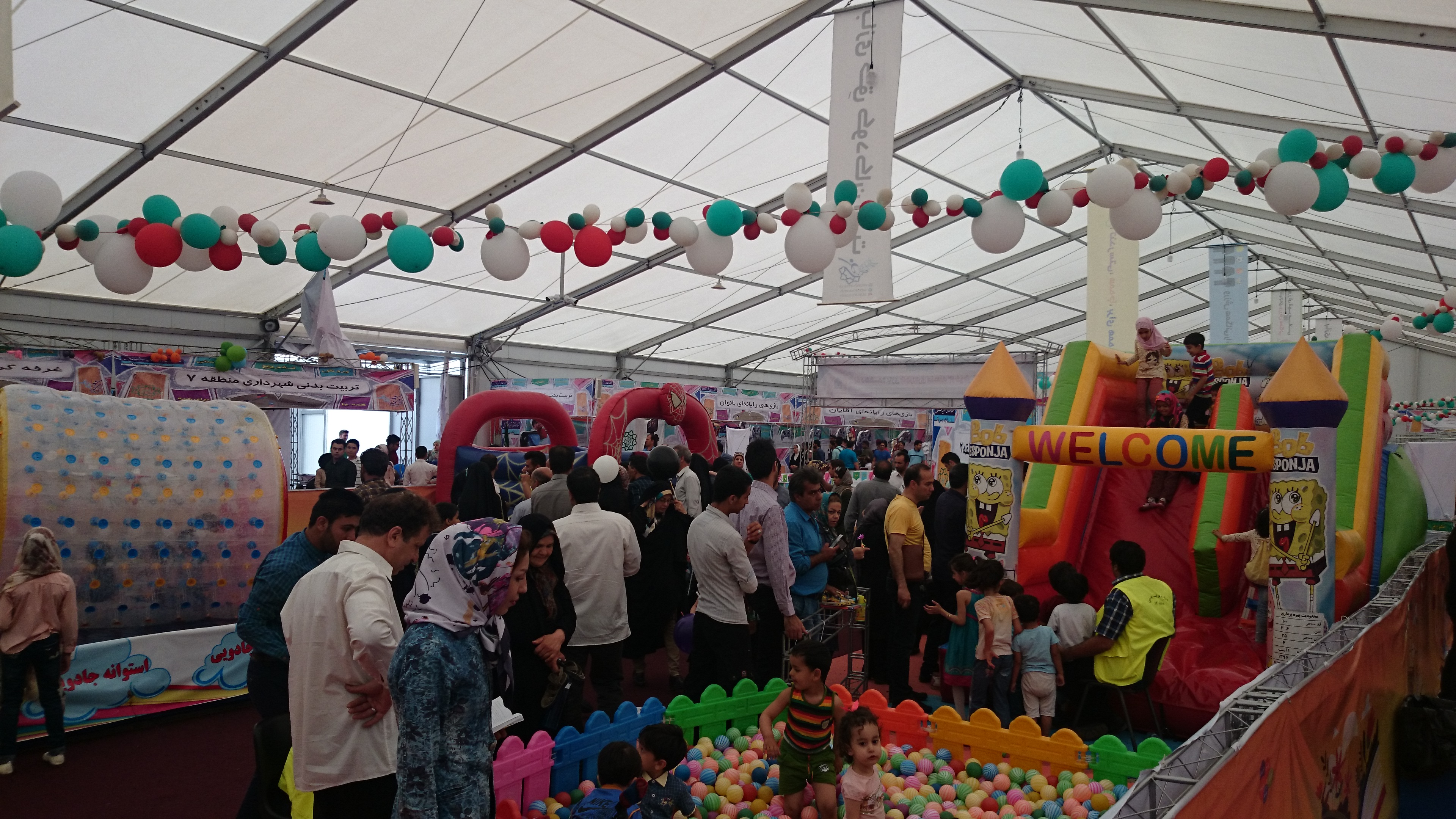
غرفه کودکان نمایشگاه کتاب تهران
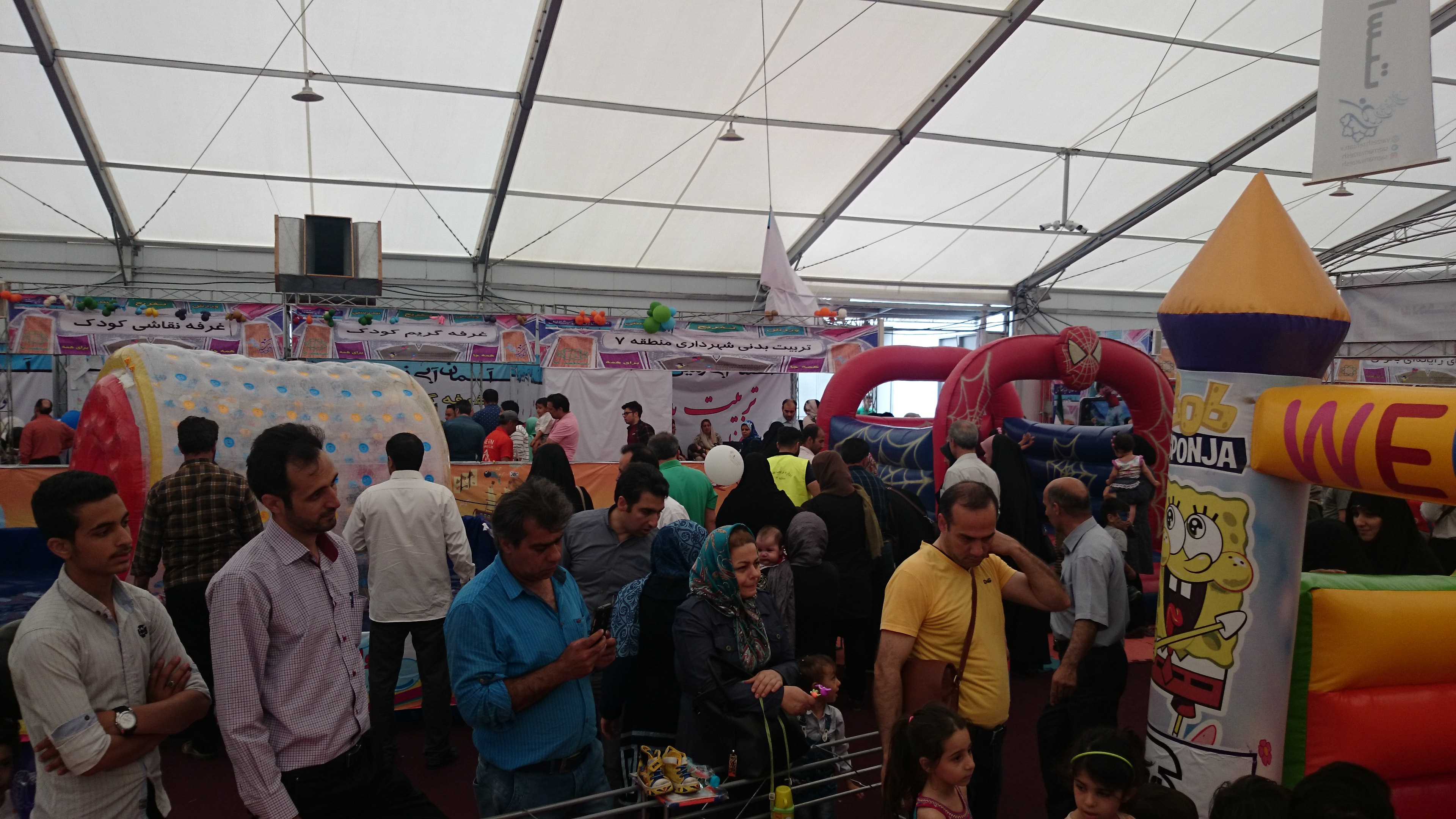
غرفه کودکان نمایشگاه کتاب تهران ۲
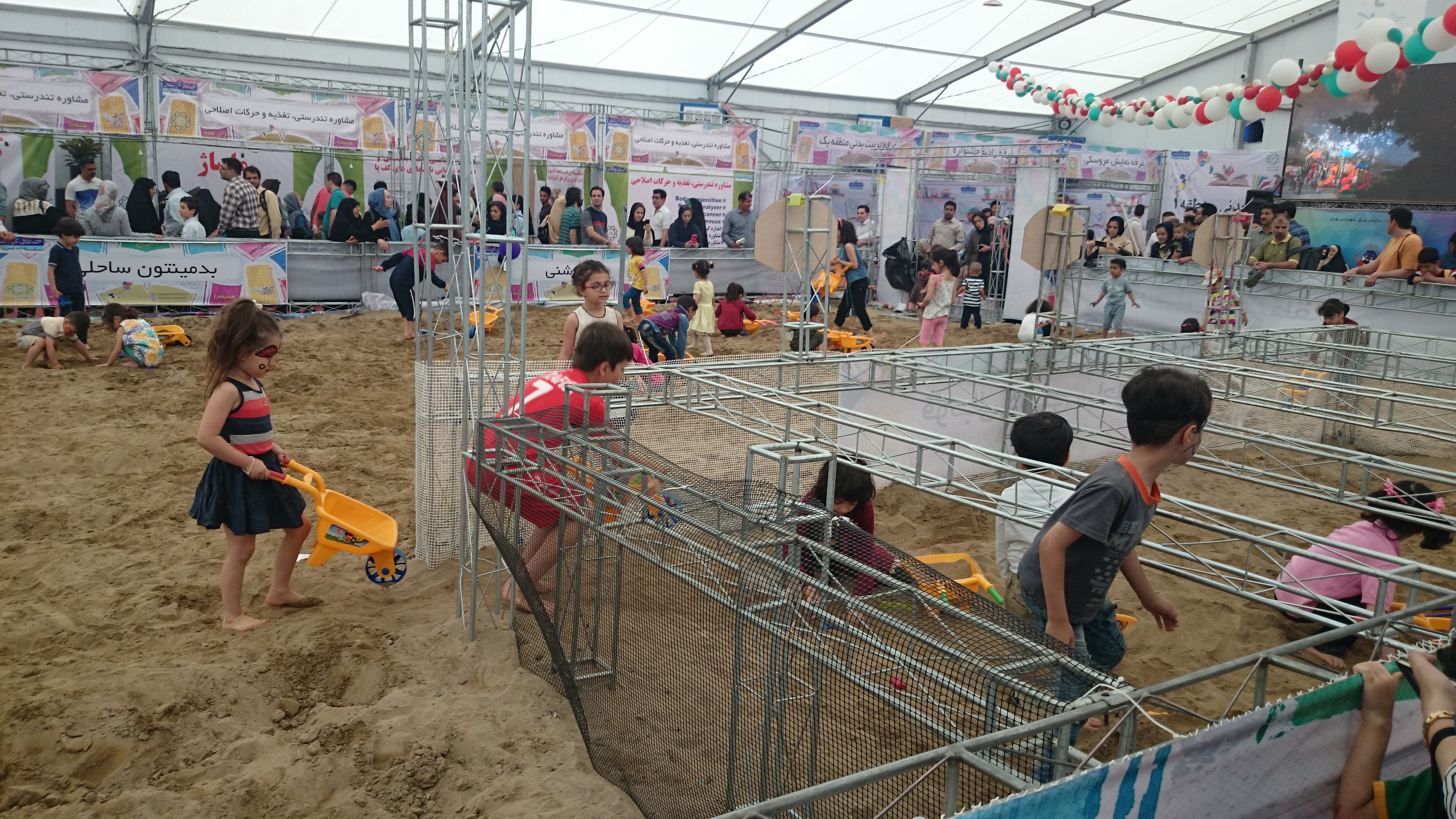
غرفه کودکان نمایشگاه کتاب تهران ۳
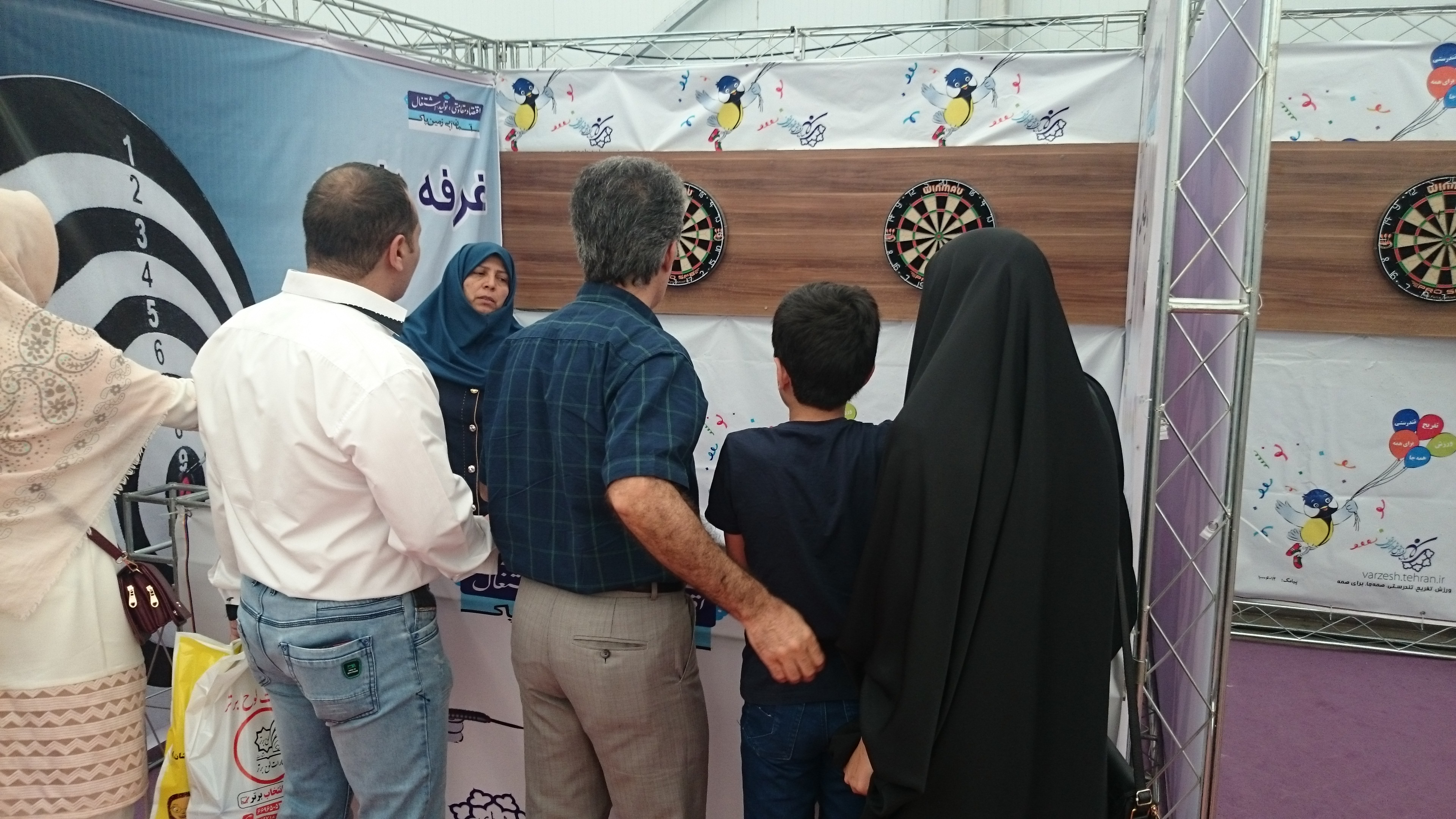
غرفه تفریحی نمایشگاه کتاب تهران
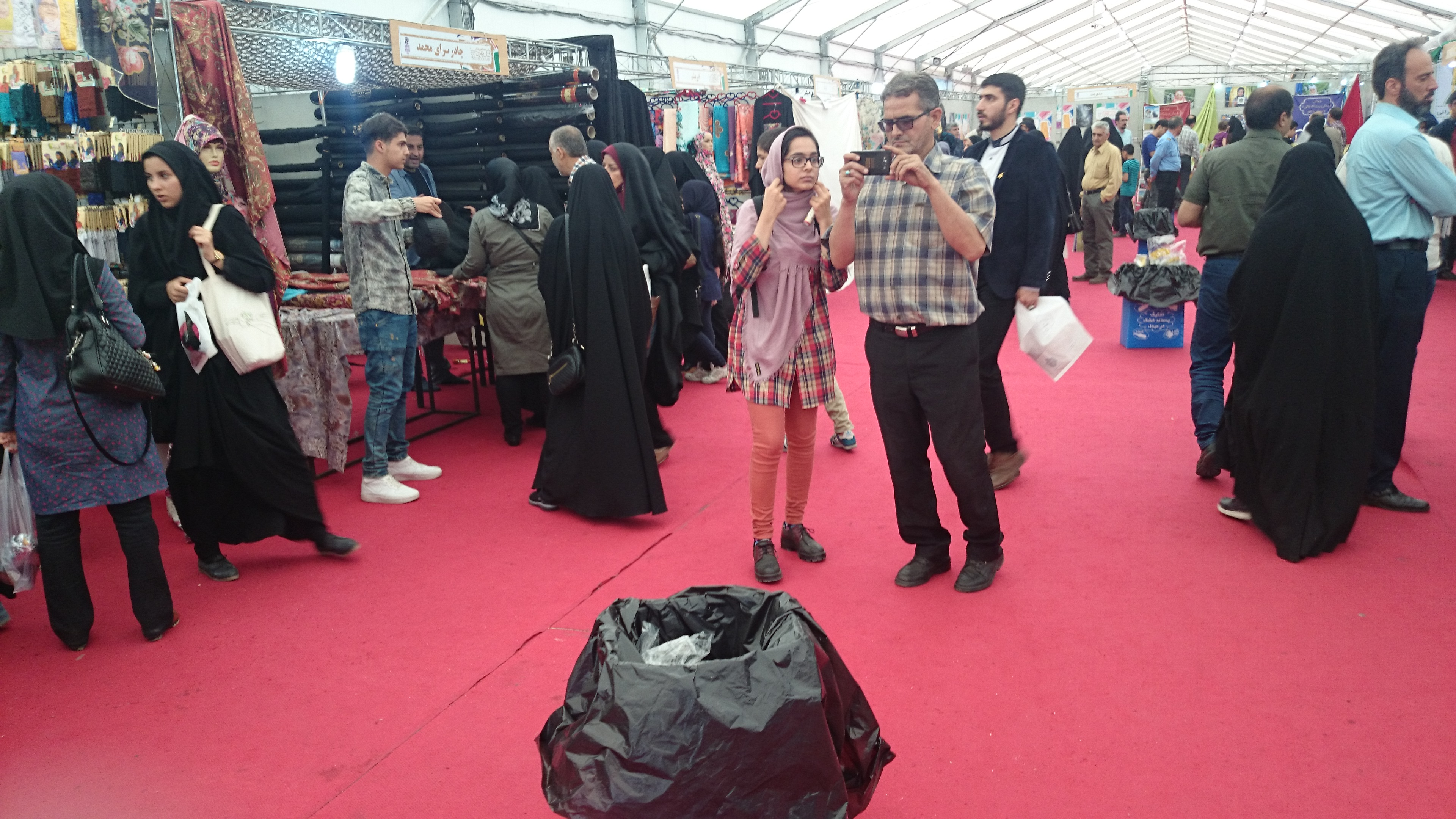
غرفه حجاب و عفاف نمایشگاه کتاب تهران
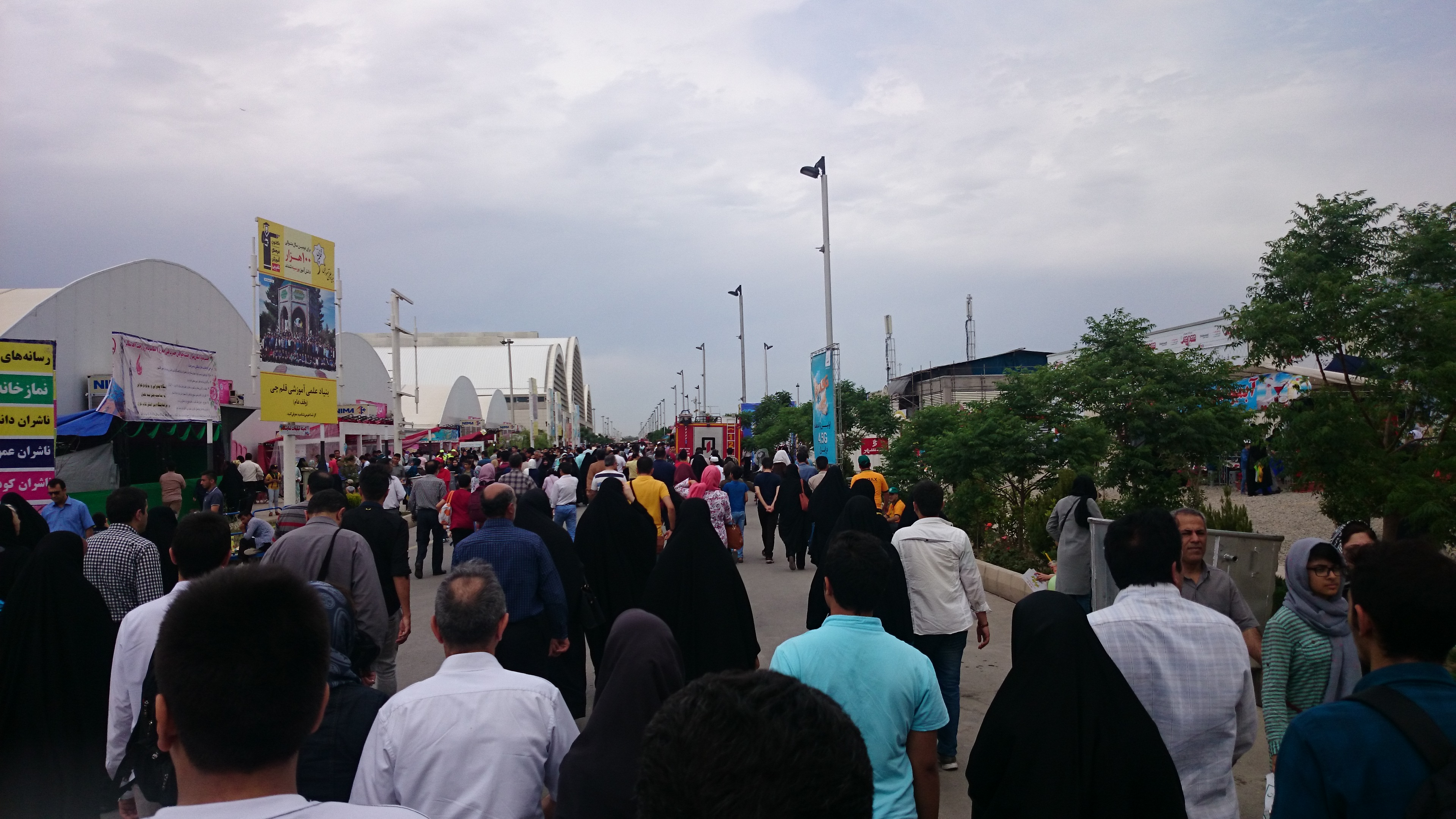
نمای باز از نمایشگاه کتاب تهران
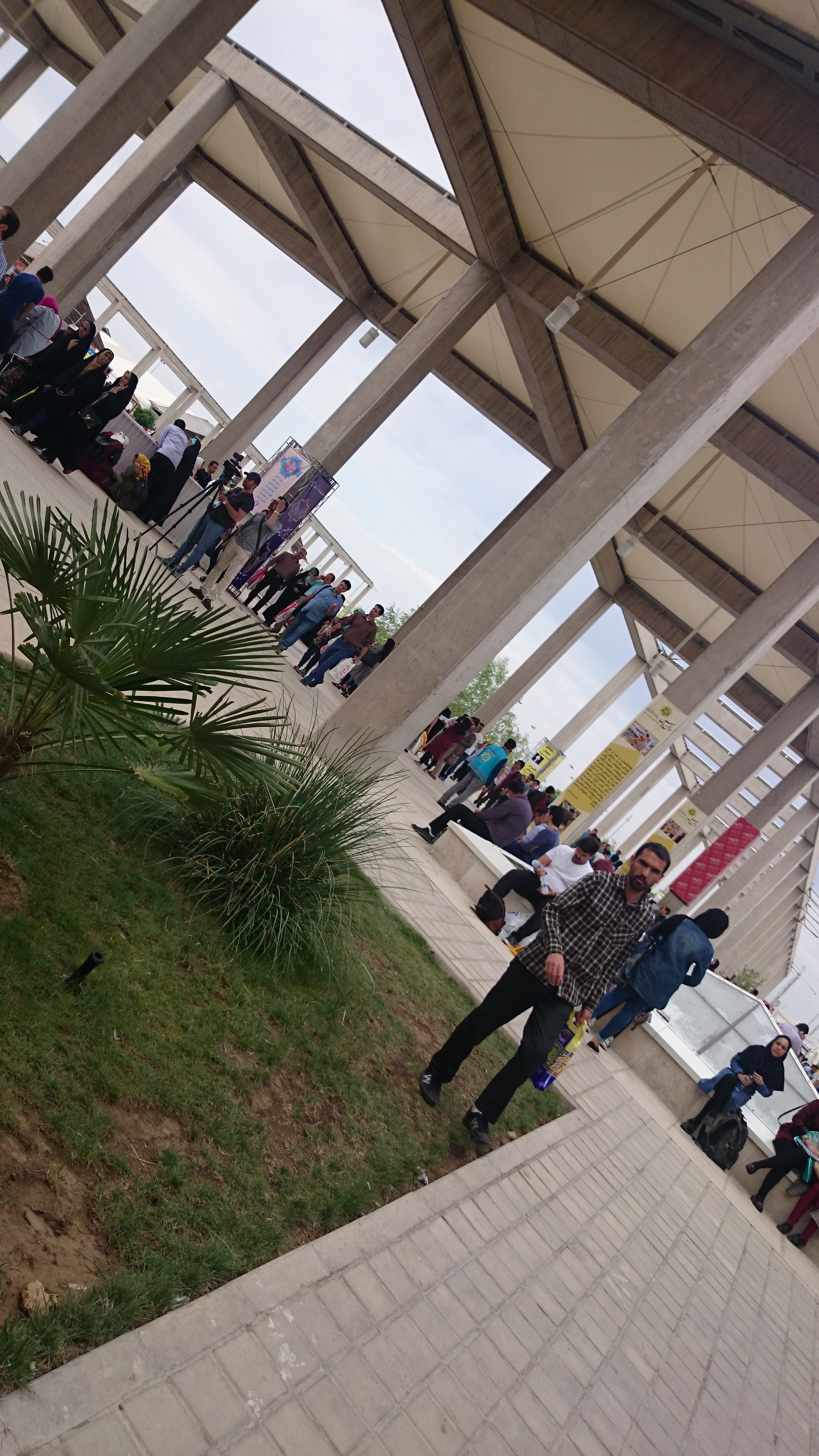
نمای باز از نمایشگاه کتاب تهران
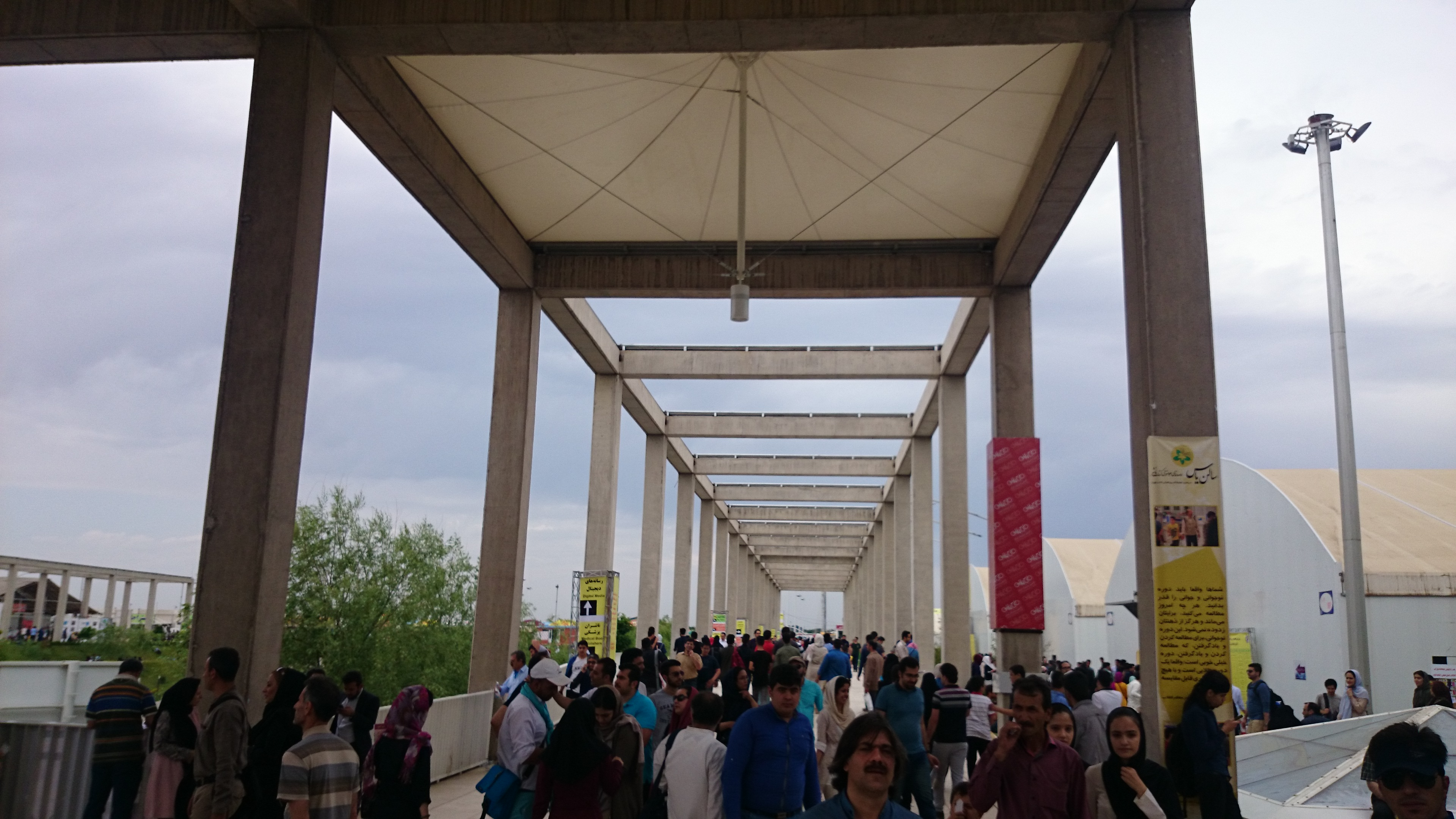
نمای باز از نمایشگاه کتاب تهران
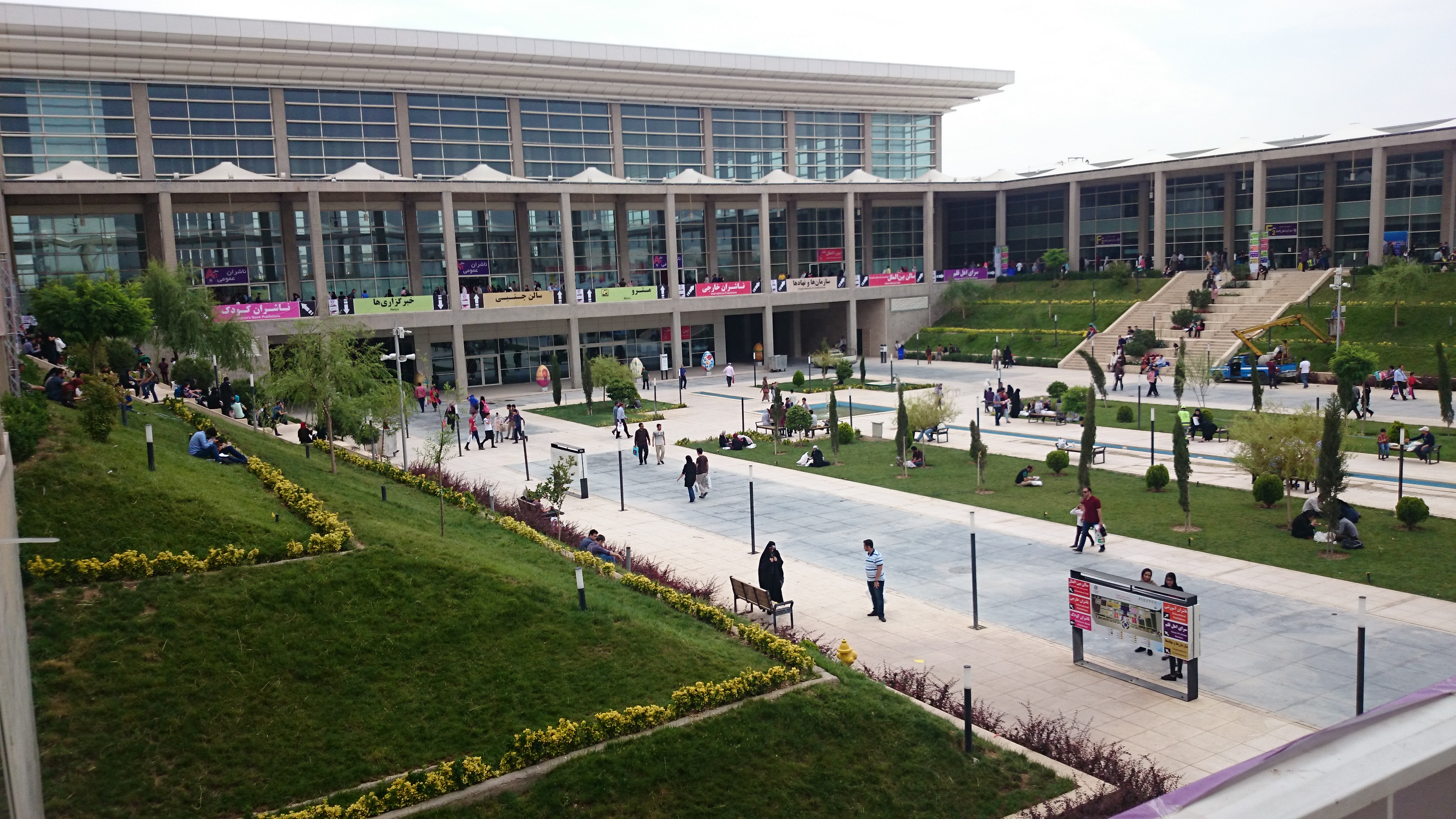
نمای باز از نمایشگاه کتاب تهران
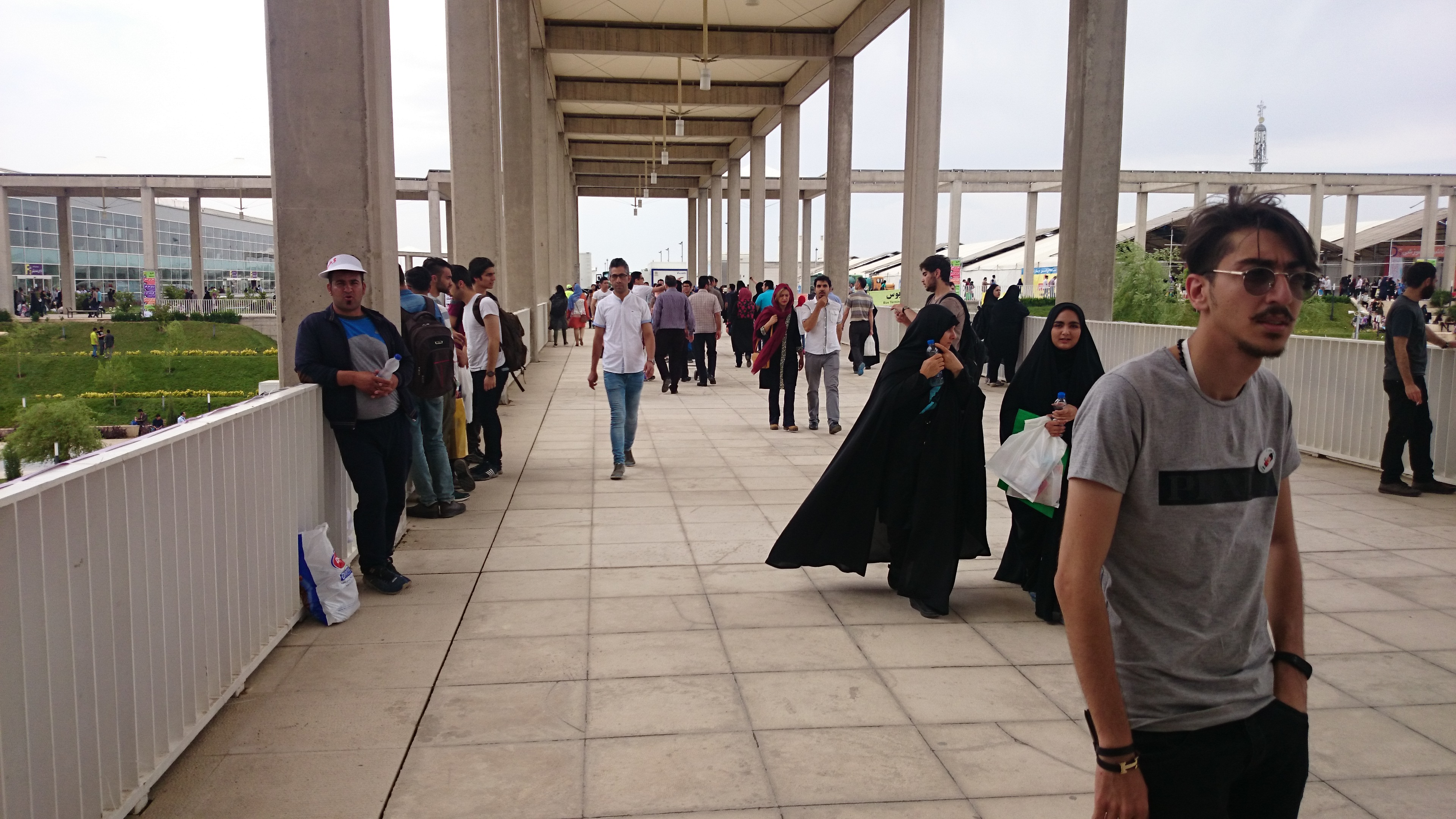
نمای باز از نمایشگاه کتاب تهران